# Draft NBA 2018
Il Draft NBA 2018 si è svolto il 21 giugno 2018 al Barclays Center di Brooklyn, New York. Il sorteggio per l'ordine delle chiamate (NBA Draft Lottery) è stato effettuato il 14 maggio 2018. La prima scelta è stata effettuata dai Phoenix Suns, che hanno scelto Deandre Ayton.

## Scelte

### Giocatori scelti al 1º giro

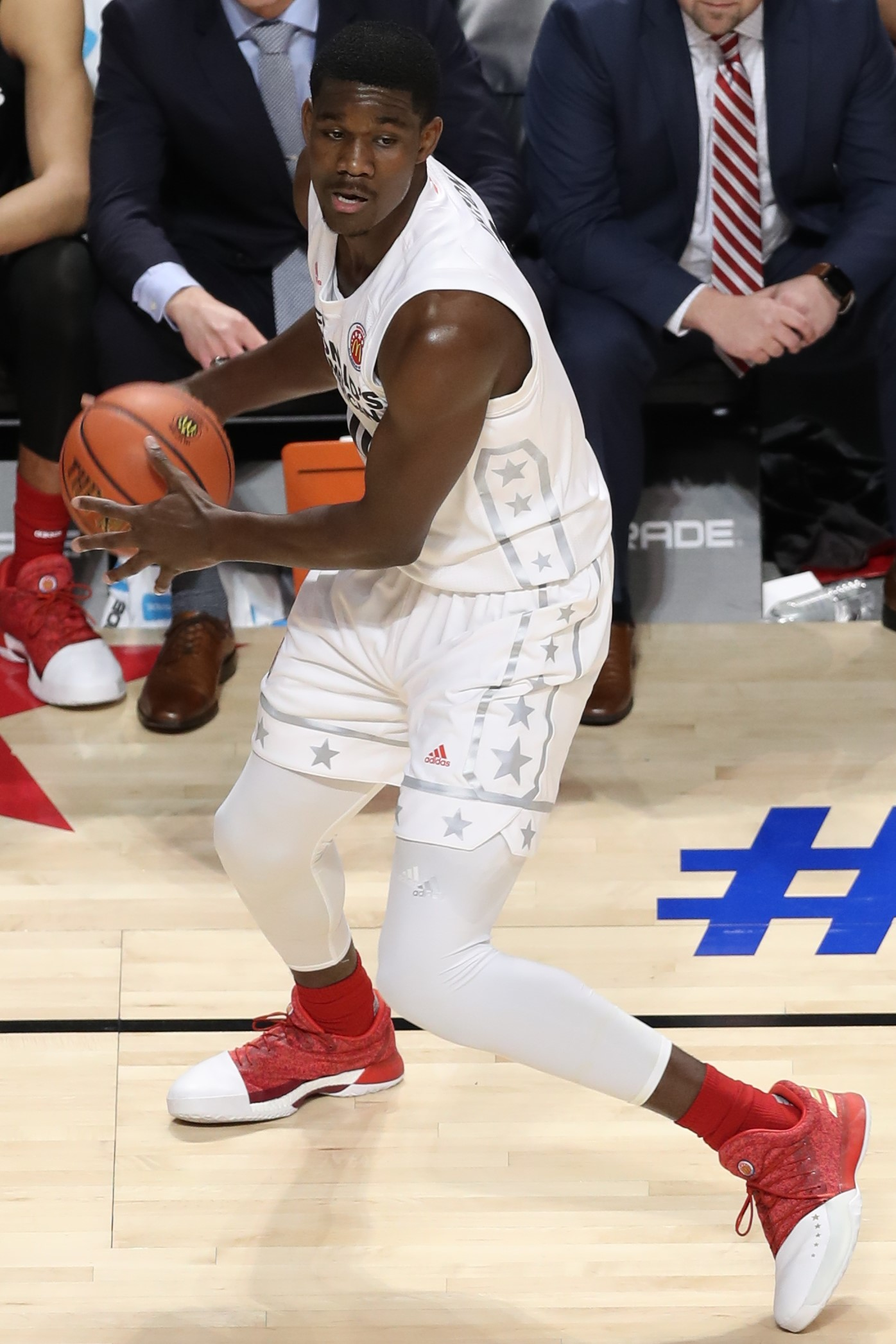
Deandre Ayton prima scelta assoluta del draft.

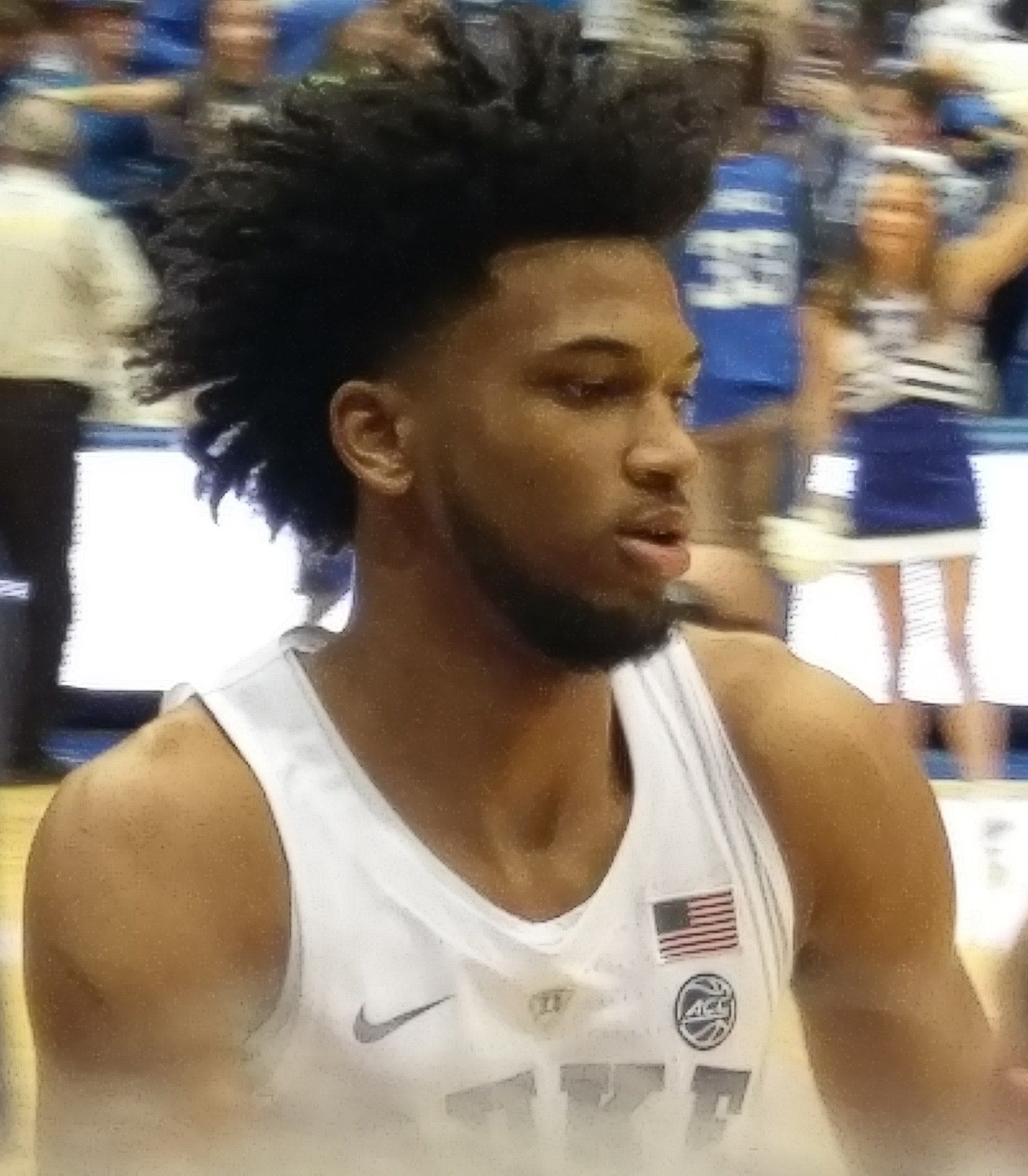
Marvin Bagley III seconda scelta assoluta del draft.

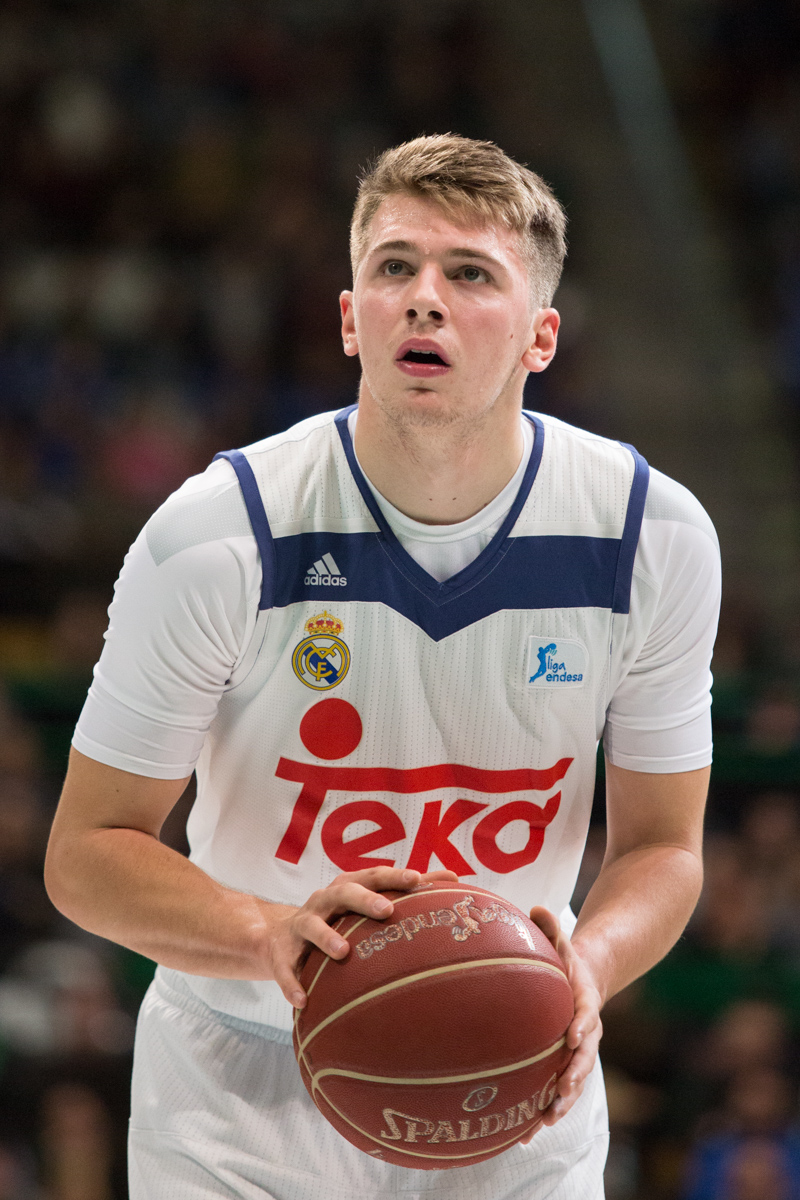
Luka Dončić terza scelta assoluta del Draft

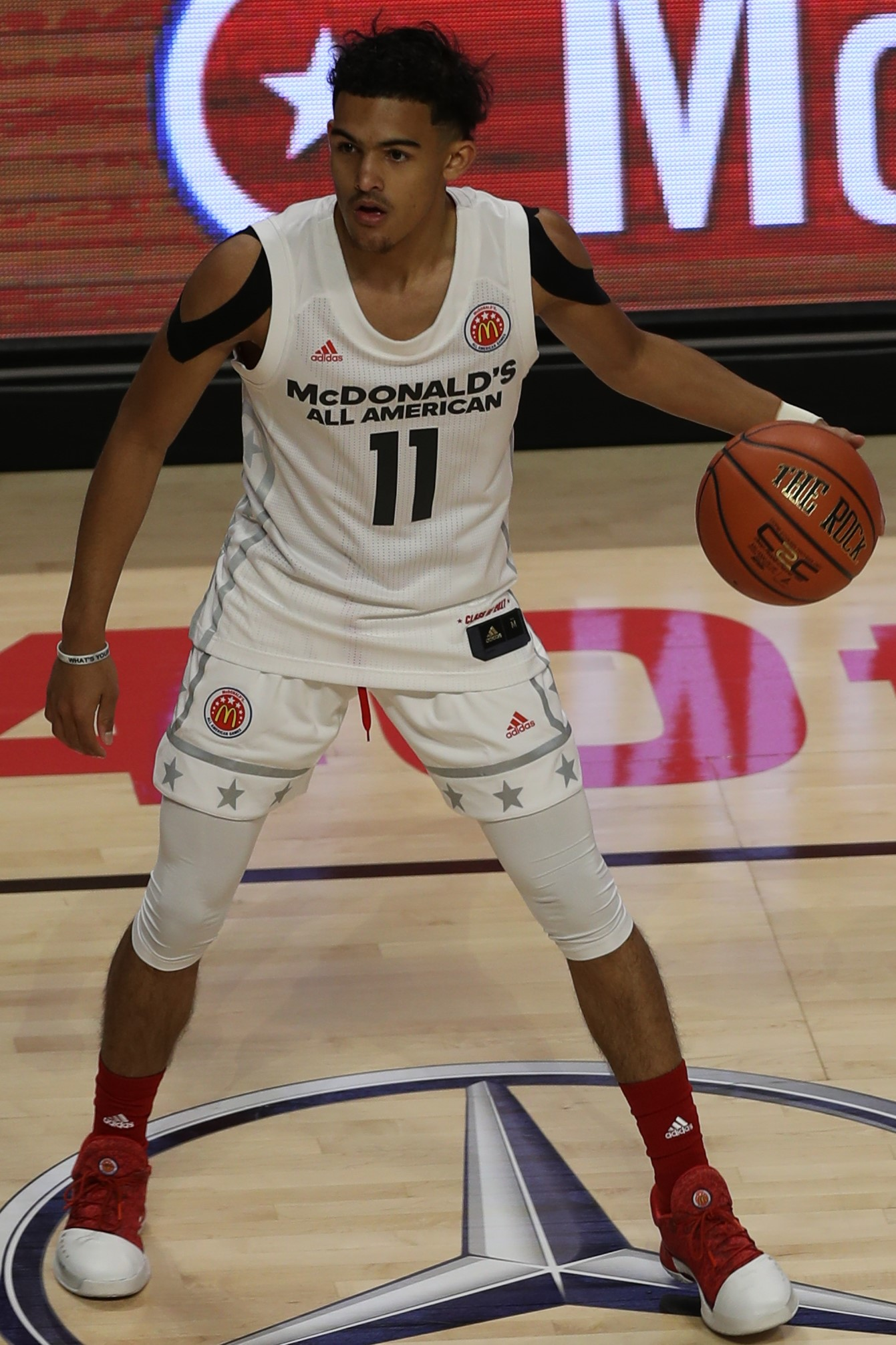
Trae Young quinta scelta assoluta del Draft

|   | Indica un giocatore che è stato inserito nella Naismith Memorial Basketball Hall of Fame                 |
|   | Indica un giocatore che è stato selezionato per almeno un All-Star Game ed è inserito in un All-NBA Team |
|   | Indica un giocatore che è stato selezionato per almeno un All-Star Game                                  |
|   | Indica un giocatore che è stato inserito in almeno un All-NBA Team                                       |
| * | Indica il giocatore che ha vinto il titolo di Rookie of the Year                                         |
| G | Indica un giocatore che ha vinto il titolo di NBA Most Valuable Player Award                             |
|   | Indica un giocatore che non ha mai giocato una partita in NBA                                            |

| Scelta | Giocatore               | Ruolo | Nazionalità           | Squadra NBA                                          | Provenienza    |
| ------ | ----------------------- | ----- | --------------------- | ---------------------------------------------------- | -------------- |
| 1      | Deandre Ayton           | C     | Bahamas               | Phoenix Suns                                         | Arizona        |
| 2      | Marvin Bagley III       | AG    | Stati Uniti           | Sacramento Kings                                     | Duke           |
| 3      | Luka Dončić *           | P     | Slovenia              | Atlanta Hawks (ceduto ai Dallas Mavericks)           | Real Madrid    |
| 4      | Jaren Jackson           | C     | Stati Uniti           | Memphis Grizzlies                                    | Michigan State |
| 5      | Trae Young              | P     | Stati Uniti           | Dallas Mavericks (ceduto agli Atlanta Hawks)         | Oklahoma       |
| 6      | Mohamed Bamba           | C     | Stati Uniti           | Orlando Magic                                        | Texas          |
| 7      | Wendell Carter          | C     | Stati Uniti           | Chicago Bulls                                        | Duke           |
| 8      | Collin Sexton           | P     | Stati Uniti           | Cleveland Cavaliers                                  | Alabama        |
| 9      | Kevin Knox              | AP/AG | Stati Uniti           | New York Knicks                                      | Kentucky       |
| 10     | Mikal Bridges           | AP    | Stati Uniti           | Philadelphia 76ers (ceduto ai Phoenix Suns)          | Villanova      |
| 11     | Shai Gilgeous-Alexander | P     | Canada                | Charlotte Hornets (ceduto ai Los Angeles Clippers)   | Kentucky       |
| 12     | Miles Bridges           | AP    | Stati Uniti           | Los Angeles Clippers (ceduto agli Charlotte Hornets) | Michigan State |
| 13     | Jerome Robinson         | G     | Stati Uniti           | Los Angeles Clippers                                 | Boston College |
| 14     | Michael Porter          | AP    | Stati Uniti           | Denver Nuggets                                       | Missouri       |
| 15     | Troy Brown              | AP    | Stati Uniti           | Washington Wizards                                   | Oregon         |
| 16     | Zhaire Smith            | AP    | Stati Uniti           | Phoenix Suns (ceduto ai Philadelphia 76ers)          | Texas Tech     |
| 17     | Donte DiVincenzo        | P     | Stati Uniti           | Milwaukee Bucks                                      | Villanova      |
| 18     | Lonnie Walker           | G     | Stati Uniti           | San Antonio Spurs                                    | Miami          |
| 19     | Kevin Huerter           | G     | Stati Uniti           | Atlanta Hawks                                        | Maryland       |
| 20     | Josh Okogie             | G     | Nigeria / Stati Uniti | Minnesota Timberwolves                               | Georgia Tech   |
| 21     | Grayson Allen           | G     | Stati Uniti           | Utah Jazz                                            | Duke           |
| 22     | Chandler Hutchison      | AP/G  | Stati Uniti           | Chicago Bulls                                        | Boise State    |
| 23     | Aaron Holiday           | P     | Stati Uniti           | Indiana Pacers                                       | UCLA           |
| 24     | Anfernee Simons         | G     | Stati Uniti           | Portland Trail Blazers                               | IMG Academy    |
| 25     | Moritz Wagner           | C     | Germania              | Los Angeles Lakers                                   | Michigan       |
| 26     | Landry Shamet           | P     | Stati Uniti           | Philadelphia 76ers                                   | Wichita State  |
| 27     | Robert Williams         | C     | Stati Uniti           | Boston Celtics                                       | Texas A&M      |
| 28     | Jacob Evans             | AP    | Stati Uniti           | Golden State Warriors                                | Cincinnati     |
| 29     | Džanan Musa             | AP    | Bosnia ed Erzegovina  | Brooklyn Nets                                        | Cedevita       |
| 30     | Omari Spellman          | AP    | Stati Uniti           | Atlanta Hawks                                        | Villanova      |

### Giocatori scelti al 2º giro
| Scelta | Giocatore             | Ruolo | Nazionalità          | Squadra NBA                                         | Provenienza           |
| ------ | --------------------- | ----- | -------------------- | --------------------------------------------------- | --------------------- |
| 31     | Élie Okobo            | P     | Francia              | Phoenix Suns                                        | Pau-Lacq-Orthez       |
| 32     | Jevon Carter          | P     | Stati Uniti          | Memphis Grizzlies                                   | West Virginia         |
| 33     | Jalen Brunson         | P     | Stati Uniti          | Dallas Mavericks                                    | Villanova             |
| 34     | Devonte' Graham       | P     | Stati Uniti          | Atlanta Hawks (ceduto ai Charlotte Hornets)         | Kansas                |
| 35     | Melvin Frazier        | AP    | Stati Uniti          | Orlando Magic                                       | Tulane                |
| 36     | Mitchell Robinson     | C     | Stati Uniti          | New York Knicks                                     | Chalmette High School |
| 37     | Gary Trent            | G     | Stati Uniti          | Sacramento Kings (ceduto ai Portland Trail Blazers) | Duke                  |
| 38     | Khyri Thomas          | G     | Stati Uniti          | Philadelphia 76ers (ceduto ai Detroit Pistons)      | Creighton             |
| 39     | Isaac Bonga           | P     | Germania             | Los Angeles Lakers                                  | Skyliners Frankfurt   |
| 40     | Rodions Kurucs        | AP    | Lettonia             | Brooklyn Nets                                       | Barcelona             |
| 41     | Jarred Vanderbilt     | AP    | Stati Uniti          | Orlando Magic (ceduto ai Denver Nuggets)            | Kentucky              |
| 42     | Bruce Brown           | G     | Stati Uniti          | Detroit Pistons                                     | Miami                 |
| 43     | Justin Jackson        | AP    | Canada               | Denver Nuggets (ceduto agli Orlando Magic)          | Maryland              |
| 44     | Issuf Sanon           | P     | Ucraina              | Washington Wizards                                  | Olimpija Lubiana      |
| 45     | Hamidou Diallo        | G     | Stati Uniti          | Brooklyn Nets                                       | Kentucky              |
| 46     | De'Anthony Melton     | G     | Stati Uniti          | Houston Rockets                                     | USC                   |
| 47     | Svjatoslav Mychajljuk | G     | Ucraina              | Los Angeles Lakers                                  | Kansas                |
| 48     | Keita Bates-Diop      | AP    | Stati Uniti          | Minnesota Timberwolves                              | Ohio State            |
| 49     | Chimezie Metu         | AG    | Stati Uniti/ Nigeria | San Antonio Spurs                                   | USC                   |
| 50     | Alize Johnson         | AG    | Stati Uniti          | Indiana Pacers                                      | Missouri State        |
| 51     | Tony Carr             | P     | Stati Uniti          | New Orleans Pelicans                                | Pennsylvania State    |
| 52     | Vince Edwards         | AP    | Stati Uniti          | Utah Jazz (Ceduto agli Houston Rockets)             | Purdue                |
| 53     | Devon Hall            | G     | Stati Uniti          | Oklahoma City Thunder                               | Virginia              |
| 54     | Shake Milton          | P     | Stati Uniti          | Dallas Mavericks (ceduto ai Philadelphia 76ers)     | Southern Methodist    |
| 55     | Arnoldas Kulboka      | AP    | Lituania             | Charlotte Hornets                                   | Orlandina             |
| 56     | Ray Spalding          | AG    | Stati Uniti          | Philadelphia 76ers (ceduto ai Dallas Mavericks)     | Louisville            |
| 57     | Kevin Hervey          | AP    | Stati Uniti          | Oklahoma City Thunder                               | Texas-Arlington       |
| 58     | Thomas Welsh          | C     | Stati Uniti          | Denver Nuggets                                      | UCLA                  |
| 59     | George King           | AP    | Stati Uniti          | Phoenix Suns                                        | Colorado              |
| 60     | Kōstas Antetokounmpo  | AP    | Grecia               | Philadelphia 76ers (ceduto ai Dallas Mavericks)     | Dayton                |

1. 1 2  via Brooklyn
2. 1 2  via Los Angeles
3. ↑  via Detroit
4. 1 2  via Miami
5. ↑  via Minnesota
6. ↑  via Oklahoma City
7. ↑  via New Orleans
8. 1 2  via Cleveland
9. 1 2  via Toronto
10. 1 2  via Houston
11. ↑  via Chicago
12. ↑  via New York
13. ↑  via Charlotte
14. ↑  via Milwaukee
15. ↑  via Denver
16. ↑  via Portland
17. ↑  via Boston
18. ↑  via Golden State

## Draft lottery
La NBA draft lottery si è svolta durante i NBA Playoffs, più precisamente il 15 maggio 2018. Questa edizione è stata l'ultima prima del rinnovamento della modalità di assegnazione delle scelte.
|  | Indica il risultato effettivo della lottery |

| Squadra              | Record 2017–18 | N° di scelte | Probabilità di scelta | Probabilità di scelta | Probabilità di scelta | Probabilità di scelta | Probabilità di scelta | Probabilità di scelta | Probabilità di scelta | Probabilità di scelta | Probabilità di scelta | Probabilità di scelta | Probabilità di scelta | Probabilità di scelta | Probabilità di scelta | Probabilità di scelta |
| Squadra              | Record 2017–18 | N° di scelte | 1ª                    | 2ª                    | 3ª                    | 4ª                    | 5ª                    | 6ª                    | 7ª                    | 8ª                    | 9ª                    | 10ª                   | 11ª                   | 12ª                   | 13ª                   | 14ª                   |
| -------------------- | -------------- | ------------ | --------------------- | --------------------- | --------------------- | --------------------- | --------------------- | --------------------- | --------------------- | --------------------- | --------------------- | --------------------- | --------------------- | --------------------- | --------------------- | --------------------- |
| Phoenix Suns         | 21–61          | 250          | .250                  | .215                  | .178                  | .358                  | —                     | —                     | —                     | —                     | —                     | —                     | —                     | —                     | —                     | —                     |
| Memphis Grizzlies    | 22–60          | 199          | .199                  | .188                  | .171                  | .319                  | .124                  | —                     | —                     | —                     | —                     | —                     | —                     | —                     | —                     | —                     |
| Dallas Mavericks     | 24–58          | 138          | .138                  | .142                  | .145                  | .238                  | .290                  | .045                  | —                     | —                     | —                     | —                     | —                     | —                     | —                     | —                     |
| Atlanta Hawks        | 24–58          | 137          | .137                  | .142                  | .145                  | .085                  | .323                  | .155                  | .013                  | —                     | —                     | —                     | —                     | —                     | —                     | —                     |
| Orlando Magic        | 25–57          | 88           | .088                  | .096                  | .106                  | —                     | .262                  | .359                  | .084                  | .004                  | —                     | —                     | —                     | —                     | —                     | —                     |
| Chicago Bulls        | 27–55          | 53           | .053                  | .060                  | .070                  | —                     | —                     | .440                  | .331                  | .045                  | .001                  | —                     | —                     | —                     | —                     | —                     |
| Sacramento Kings     | 27–55          | 53           | .053                  | .060                  | .070                  | —                     | —                     | —                     | .573                  | .226                  | .018                  | .000                  | —                     | —                     | —                     | —                     |
| Brooklyn Nets        | 28–54          | 28           | .028                  | .033                  | .039                  | —                     | —                     | —                     | —                     | .725                  | .168                  | .008                  | .000                  | —                     | —                     | —                     |
| New York Knicks      | 29–53          | 17           | .017                  | .020                  | .024                  | —                     | —                     | —                     | —                     | —                     | .813                  | .122                  | .004                  | .000                  | —                     | —                     |
| Los Angeles Lakers   | 35–47          | 11           | .011                  | .013                  | .016                  | —                     | —                     | —                     | —                     | —                     | —                     | .870                  | .089                  | .002                  | .000                  | —                     |
| Charlotte Hornets    | 36–46          | 8            | .008                  | .009                  | .012                  | —                     | —                     | —                     | —                     | —                     | —                     | —                     | .908                  | .063                  | .001                  | .000                  |
| Detroit Pistons      | 39–43          | 7            | .007                  | .008                  | .010                  | —                     | —                     | —                     | —                     | —                     | —                     | —                     | —                     | .935                  | .039                  | .000                  |
| Los Angeles Clippers | 42–40          | 6            | .006                  | .007                  | .009                  | —                     | —                     | —                     | —                     | —                     | —                     | —                     | —                     | —                     | .960                  | .018                  |
| Denver Nuggets       | 46–36          | 5            | .005                  | .006                  | .007                  | —                     | —                     | —                     | —                     | —                     | —                     | —                     | —                     | —                     | —                     | .982                  |

1. ↑  La scelta dei Brooklyn Nets è stata automaticamente assegnata ai Cleveland Cavaliers.
2. ↑  La scelta dei Los Angeles Lakers è stata automaticamente assegnata ai Philadelphia 76ers in quanto la scelta non era protetta ed inoltre non era nell'intervallo dalla seconda alla quinta scelta.
3. ↑  La scelta dei Detroit Pistons è stata passata ai Los Angeles Clippers in quanto la scelta non era in top-4.